# Chronologie de la presse
Cet article établit la chronologie de l'histoire de la presse à travers le monde, depuis l'Antiquité jusqu'à nos jours.

## Antiquité
- 4000 av. J.-C. Les Égyptiens utilisent l'encre (de couleur), le papyrus (rouleaux fabriqués à partir d’écorce de roseaux) et les hiéroglyphes pour noter les événements importants et administratifs et constituent des archives.
- 3500 av. J.-C. Invention de l'écriture cunéiforme en Mésopotamie (utilisée par les Babyloniens, Sumériens et Chaldéens), surtout pour noter les comptes, sur des tablettes en argile, formant des bibliothèques.
- 3000 av. J.-C. Invention des jeux comme la marelle, les osselets, le jeu de l’oie ou le jeu du serpent. Dès que les humains jouent en société, des règles sont alors fixées par écrit.
- 2500 av. J.-C. Premiers rouleaux en écorce de palmier ou de bouleau (Inde), en peaux (Asie occidentale) ou en lamelles de bambous (Chine). Des rouleaux de soie et des planchettes en bois (Chine) sont aussi utilisés. Plus tard, en Chine, les rouleaux furent également pliés en forme d'accordéon et brochés d'un côté pour en faire un livre, sur lequel était collée une couverture de papier ou d'étoffe. Les fonctionnaires lettrés qui ont écrit ces livres, appelés mandarins, vont déployer durant des siècles des efforts considérables pour développer différents styles de calligraphie, considérée comme un art à part entière.
- 2400 av. J.-C. Le plus ancien papyrus daté portant un écrit.
- Vers 2200 av. J.-C. En Phénicie cohabitent différents systèmes scripturaux : le hiéroglyphique et le hiératique égyptien, le hiéroglyphique hittite, le cunéiforme sumérien et le linéaire A et B crétois (voir annexe langues anciennes).
- 1700 av. J.-C. Le Code de Hammurabi est l'un des plus anciens écrits conservés. C’est un texte de loi gravé dans un bloc de basalte de 2,5 m de haut. Il fut placé dans le temple de Sippar à Suse (Mésopotamie - actuellement l'Iran) et plusieurs autres exemplaires furent également installés à travers tout le royaume. Tous ont été réalisés sur l'initiative du roi de Babylone Hammourabi pour homogénéiser les lois sur tout le royaume. Le code d'Hammourabi est écrit en cunéiforme akkadéen.
- XVIIe siècle av. J.-C. Disque de Phaistos (Crète - retrouvé en 1908). Première manifestation d’un acte imprimé. Application de symboles en relief dans la glaise fraîche, cuite après pour fixer le support. Le disque est recouvert sur ses deux faces de pictogrammes inconnus.
- XIVe siècle av. J.-C. Mise au point de l’alphabet cunéiforme d’Ugarit (Phénicie - actuellement la Syrie) par les scribes désireux de se doter d’un système graphique propre. Ces signes, groupés entre eux pour composer des mots que séparaient de courts traits verticaux, tenaient beaucoup de l’écriture alphabétique protosinaïtique utilisée en Canaan. Il est encore variable et comporte entre 26 et 30 signes.
- XIIIe siècle av. J.-C. Naissance de l’alphabet phénicien réduit à 22 signes. Il s’agit d’un alphabet consonantique, c’est-à-dire ne transcrivant pas les voyelles.
- -1000 : Naissance de l'alphabet grec qui est, dans l'histoire le premier alphabet utilisé pour écrire une langue indo-européenne. L’alphabet grec, appelé phoinikeia, est le premier alphabet à noter les voyelles, une nécessité pour la transcription des idiomes indo-européens, comme le Y (qui est le i grec). Il comporte 24 lettres. Le sens de lecture n’est pas fixé (de droite à gauche, de gauche à droite et parfois même en boustrophédon : une ligne de la droite vers la gauche et la suivante dans l’autre sens comme pour labourer un champ).
- -700 : Frappe des premières pièces de monnaie (Grèce et Asie mineure). Les pièces qui comportent à la fois un signe pour représenter une valeur et l’écriture de cette valeur sont les premiers éléments de l’utilisation en masse de l’écriture.
- Vers VIIIe siècle av. J.-C.Homère compose l’Iliade et l’Odyssée, deux poèmes épiques de 24 chants qui constituent les premiers récits guerriers occidentaux, à l'origine transmis par l'oralité.
- Vers -650 : Premiers papyrus grecs.
- Vers -484 : Hérodote écrit le premier livre d’histoire dont le but est de raconter l’histoire des hommes et non plus celles des héros. Son traité d’histoire débute par « Hérodote d’Halicarnasse présente ici les résultats de son enquête afin que le temps n’abolisse pas les travaux des hommes ».
- Vers -403 : Euclide fait adopter à Athènes une disposition stipulant que les textes des lois, consignés jusqu’alors dans l’alphabet local, seront réédités dans l'alphabet de Milet dit ionien, qui donnait sa préférence au sens gauche-droite.
- Vers -339 : Après la mort de Socrate en -399, qui n’avait laissé aucun écrit, Platon consacre une grande part de son œuvre aux dialogues avec Socrate pour conserver ses thèses.
- -335 : Aristote, ancien élève de Platon, se voit confier par Philippe II de Macédoine l’éducation de son fils, Alexandre, qui deviendra plus tard Alexandre le Grand. Pour cela, Aristote fonde le "Lycée", une école dite École péripatétique car on y enseigne en se promenant comme le faisait Socrate. Les cours du Lycée constituent une première tentative de recenser et d’ordonner le savoir humain.
- -332 : Alexandre le Grand fonde la ville d’Alexandrie (Égypte) qu’il dote de la plus grande bibliothèque du monde connu de l’époque. Elle rassemblera jusqu’à 700 000 ouvrages. Elle sera détruite en -48 lors d’un incendie lorsque César s’installe en Alexandrie.
- IIIe siècle av. J.-C. Naissance présumée du papier en Chine sous le règne de Qin Shi Huang (dynastie des Qin).
- IIe siècle av. J.-C. Les Romains publient les Acta Diurna, recueil des faits quotidiens survenus à Rome.
- Ier siècle av. J.-C. Les Romains introduisent le codex (feuilles pliées et assemblées par une couture) à la place du volumen (feuilles séparées et roulées). Le codex, tel qu'il a d'abord été utilisé par les Grecs et les Romains pour noter les comptes de leurs commerces ou des exercices scolaires, était un petit cahier à anneaux contenant deux ou plusieurs tablettes de bois recouvertes de cire, sur lesquelles on pouvait écrire à l'aide d'un stylet ou style et qui pouvaient être effacées et réutilisées plusieurs fois. Des feuillets de parchemin supplémentaires étaient quelquefois insérés entre les tablettes. Le codex en était alors arrivé à contenir plusieurs feuilles de papyrus ou, plus tard, de parchemin, rassemblées en petites liasses pliées en leur milieu. Ces paquets étaient posés les uns sur les autres, liés entre eux par les feuilles et attachés à des planchettes de bois par des lanières de cuir. Le codex permet au lecteur de trouver plus aisément le passage recherché et de se déplacer dans le texte vers l'avant ou l'arrière.

## Du début de l'ère chrétienne auXIVesiècle
- Ier siècle En Europe, le parchemin, peau de mouton, de chèvre ou de veau tanné, remplace peu à peu le papyrus.
- 105 : Ts’ai Lun, ministre chinois de l'Agriculture codifie l'art de fabriquer le papier de qualité en préconisant d'utiliser un mélange des fibres issues de bambou, des écorces de mûrier et surtout du lin et du chanvre issus des vieux filets de pêches. Déjà on pense au recyclage et à la qualité.
- De 200 à 650 : L'alphabet runique ou Futhark - terme formé à partir du nom des six premières lettres de cet alphabet - était l'alphabet utilisé par les anciens peuples de langues germaniques (comme les Angles et les Nordiques, qui étaient appelées runes. Il était aussi utilisé en divination et en magie. Les racines indo-européennes du mot rune signifient « mystère » ou « secret ». L'alphabet original des runes nordiques, le futhark à 24 lettres, est souvent appelé la « ligne rune » et était organisé en trois groupes de 8 runes chacun, dénommés ätter (familles) s’appelant les ätts de Freyr, Hagal et Týr respectivement, le premier caractère de chaque groupe étant pris comme exemple dans son nom.
- Ve siècle L’écriture chinoise parvient en Corée, puis au Japon par les érudits et les moines bouddhistes.
- Vers 500 : Les Indiens (Inde) et Persans inventent la numérotation décimale, le zéro et l’infini, c’est-à-dire la définition de ce qui ne représente rien et de ce qui est supérieur à toute quantité mesurable. Le système fut transmis à l’Occident par le cheminement des Persans, puis des Arabes à la fin du IXe siècle.

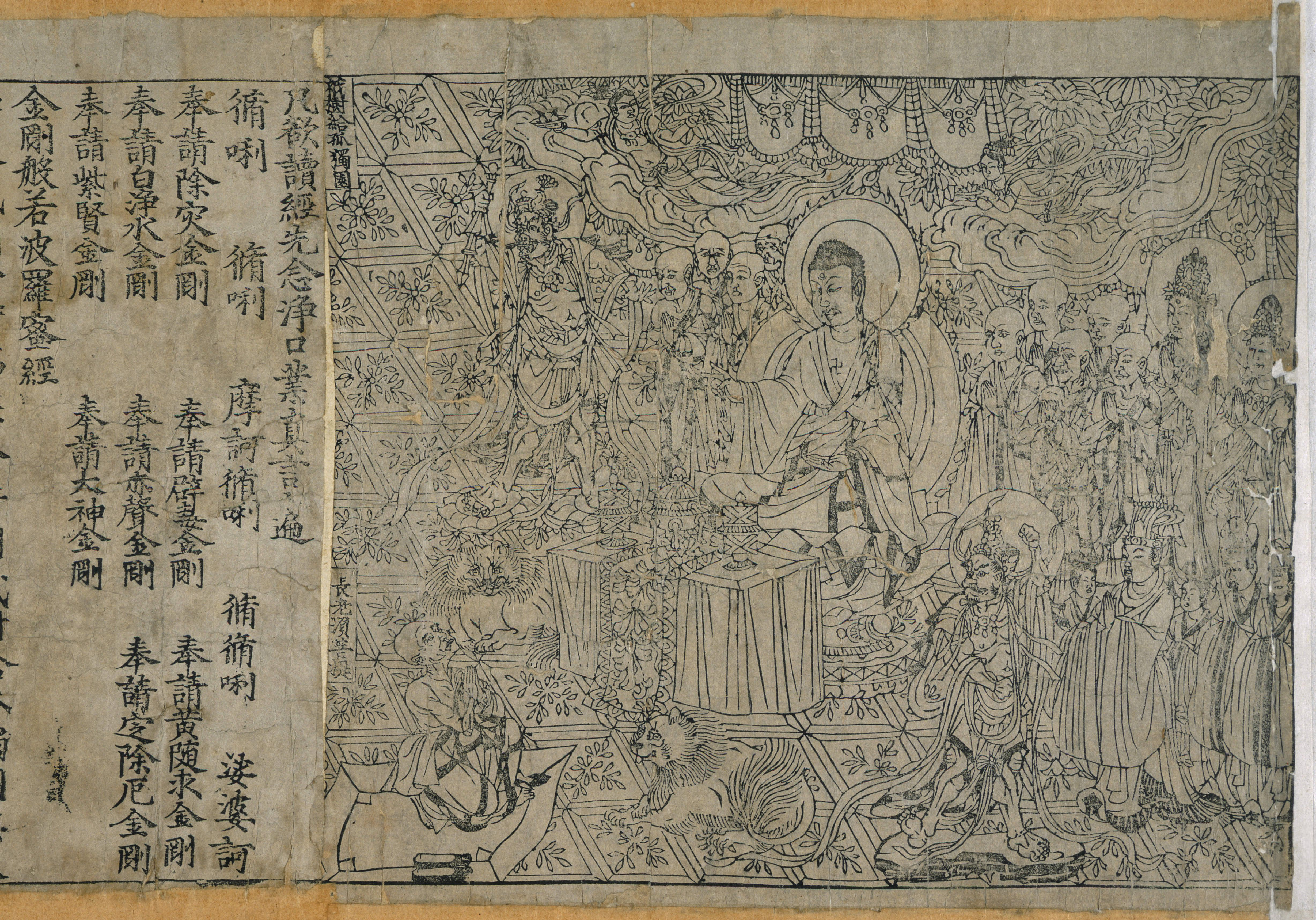
Sutra du diamant, Dunhuang, Chine, 868

- VIIe siècle Plus anciennes traces de xylographie, dans le Nord-Ouest de la Chine, sur la Route de la soie dans les grottes de Mogao, à Dunhuang. L'impression de motifs bouddhiques est effectué à l'aide de blocs de bois sculpté ou de céramique gravée, puis à Xi'an, première porte de la route de la Soie[1]
- De 751 à 1250 : Expansion de la technique de fabrication du papier sur l’ensemble de l’Europe par la conquête maure : Samarkand (Ouzbékistan) en 751, Bagdad (Mésopotamie) en 793, Le Caire (Égypte) et Damas (Syrie) en 900, Xàtiva (Royaume de Murcie) en 1056, Fès (Maroc) en 1100, Sicile en 1102, Fabriano (Italie) en 1276. Le papier est alors fabriqué à partir de chiffons de lin et de chanvre.
- 842 : Rédaction des « Serments de Strasbourg » à la suite de la victoire de Charles le Chauve et de Louis Le Germanique sur leur frère Lothaire, tous trois fils de Louis le Pieux pour régler le partage de l’empire de leur grand-père Charlemagne. Ce texte rédigé, à la main, en roman et en haut allemand, constitue le plus ancien texte en langue française et allemande.
- 868 : (11 mai) Impression du premier livre par Wan Jie en Chine. C’est une édition xylographique du "Sūtra du Diamant", un texte bouddhiste, dont il ne reste que des fragments dont certains sont conservés au British Library (Londres, Angleterre). Ce document se termine par un ours mentionnant entre autres sa date de publication (11 mai 868) et le copyright ("pour distribution universelle gratuite par Wang Jie").
- IXe siècle Le Japon éprouve le besoin d’indépendance vis-à-vis de l’écriture chinoise et invente deux types d’écriture (ou kanas), issue des caractères chinois (appelés kanji au japon) : le hiragana pour les mots purement japonais et le katakana pour les mots d’origine étrangère. Elle reprend les principes de l'écriture chinoise zhuyin (ou bopomofo), utilisée pour apprendre la prononciation des caractères.

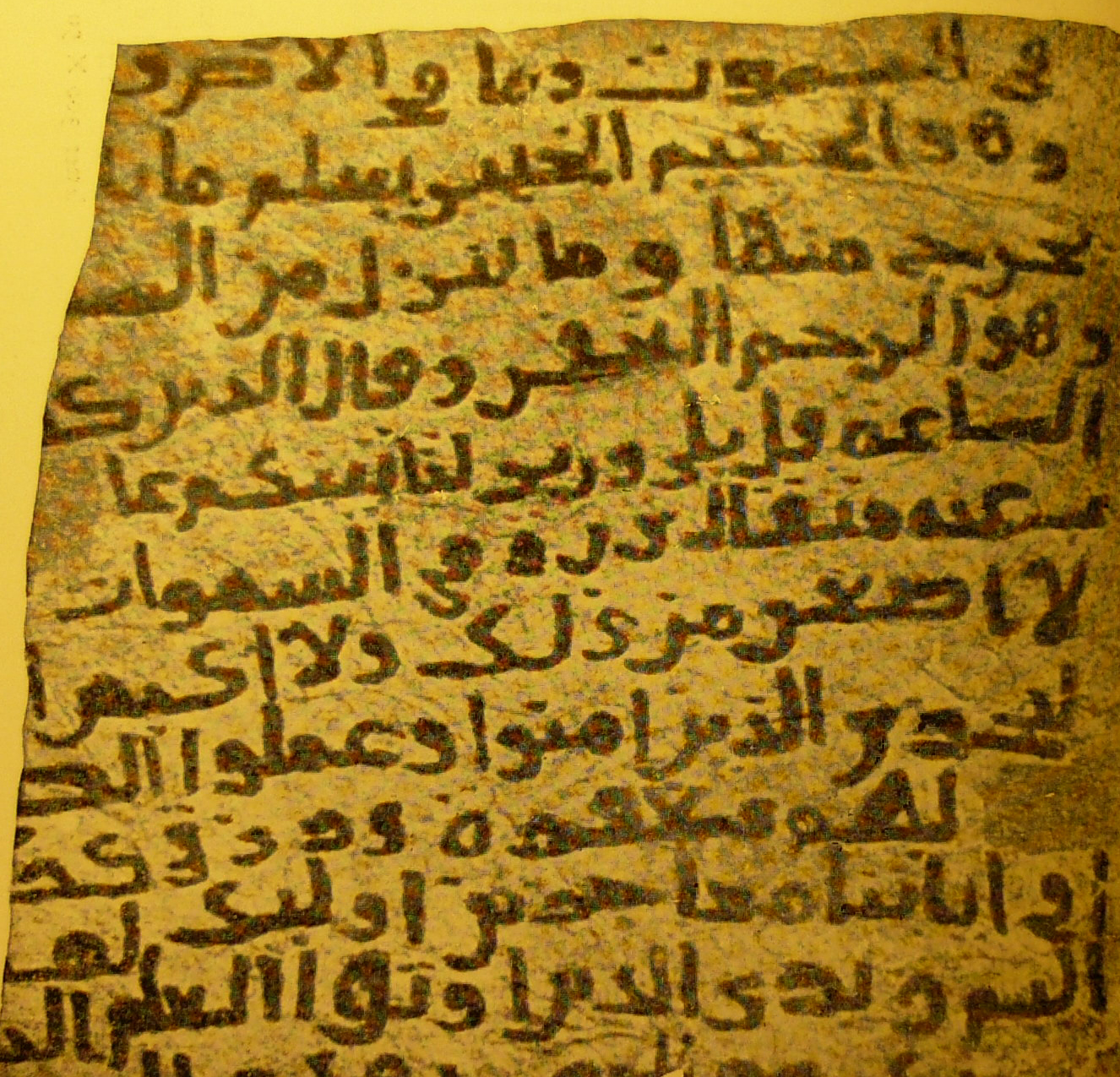
Impression xylographique du Coran, Égypte, X.

- Des impressions datant de 900 à 1350 sont retrouvées par des archéologues en 1880 au Médinet el-Fayoum, en Égypte[2],[3].

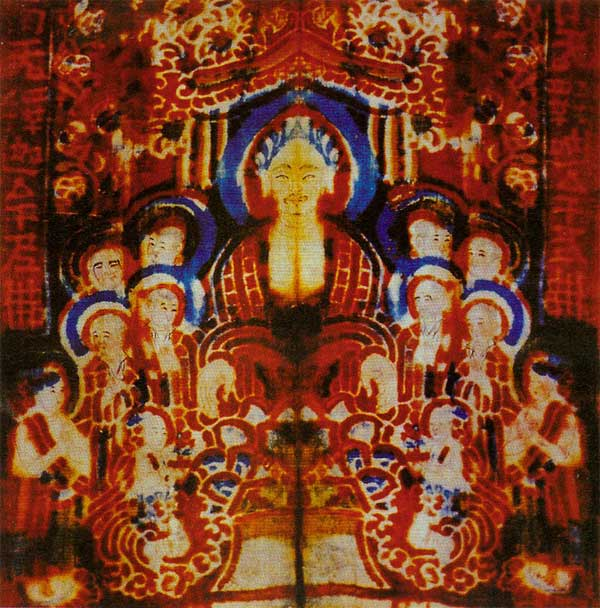
Impression polychrome, X, Chine

- Xe siècle, impression xylographique polychrome en Chine, dans le Shaanxi.
- Xe siècle, jiaozi, premiers billets de banque imprimés, sous la Dynastie des Song du Nord, dans l'actuelle province du Sichuan.
- Vers 965 : Naissance de Sei Shonagon, une dame de la Cour du Japon qui laissa une sorte de journal intime sur la vie de la Cour "Notes de chevet" (Makura no soshi), qui peut être considéré comme le premier documentaire social (cf. Genre littéraire.
- 972 : Impression en Birmanie d'une version du « Tripitaka », un écrit bouddhiste, assez bien conservé et qui comprenait plus de 130 000 pages.
- Vers 1000 : Le plus ancien roman dont l’auteur est connu : Murasaki Shikibu (978-1014), une dame de la Cour du Japon de l’Impératrice Shôshi. Son livre "Le Dit du Genji" (Genji monogatari) raconte la vie et les amours d'un prince qui ne peut prétendre au trône (genji), mêlant amours, politique et intrigues, dans un style poétique.
- 1041 : Premier livre imprimé avec des caractères mobiles en argile en Chine. Il est attribué à Pi Cheng[4]..
- Du Ier siècle au XVe siècle Les livres étaient transcrits laborieusement à la main avec une plume d'oie par des moines scribes, appelés copistes, qui travaillaient dans le scriptorium (« salle d'écriture » en latin) des monastères. Ces textes sont essentiellement religieux. Pour faciliter la lecture, les textes sont enrichis avec des enluminures colorées. Seuls les seigneurs les plus riches peuvent posséder ces livres rares, les moins fortunés doivent se contenter des histoires racontées par les trouvères qui véhiculent des idées moins contrôlées par l’Église dont la plus célèbre est « La chanson de Roland » créée au XIIe siècle. Certains moines à l’esprit plus libre écrivent en cachette ces histoires.
- XIIe siècle Le plus populaire des livres « le Roman de Renart » est une satire du roman de chevalerie mettant en scène un personnage rusé, pauvre et proche du peuple qui se moque des puissants : le goupil Renart. Le roman fut si populaire que le mot « goupil » va disparaître de la langue française pour devenir « Renard ».
- 1207 : les Mongols, dirigés par Gengis Khan, transportent et utilisent du matériel d'imprimerie xylographique lors de leurs conquêtes[5].
- 1215, impression en Chine, de billets de banque à l'aide d'une plaque de cuivre et de caractères mobiles en bronze.
- 1234, impression en Corée, à l'aide de caractères mobiles, du livre de rituels « Sangjeong Gogeum Yemun » par Choe Yun-ui.
- 1269, le Mongol Kubilai Khan, empereur chinois de la dynastie Yuan, change l'écriture mongole, de l'écriture traditionnelle, tirée de l'alphabet ouïghour, elle-même dérivée de l'alphabet syriaque, à l'écriture 'phags-pa, écriture composée par carrés, inspirée de l'écriture tibétaine, elle-même d'origine indienne, permettant de contenir la langue mongole sur des caractères mobiles. L'écriture coréenne hangul en est dérivée.
- 1274 : - 1291, Séjour du voyageur italien, Marco Polo, à la cour de Kubilai Khan.
- 1287, billet de banque en écriture chinoise Han et mongole 'phags-pa sous la dynastie Yuan[6].
- 1294, Mahmud Ghazan Khan (凯嘉图汗, Kǎijiāyú hàn, transcription de Casanus Khan), il-khan, souverain mongol de la Perse, fait imprimer en xylographie à Tabriz des sortes de billets de banque où figure en haut le caractère chinois 钞 (chāo, signifiant billet)[7].
- 1348 : Première présence vérifiée d’un moulin à papier à Troyes - France.
- 1377 : Impression en caractère mobile de bronze du Jikji en Corée, livre fabriqué par le moine du bouddhisme seon, Baegun (1298 - 1374)

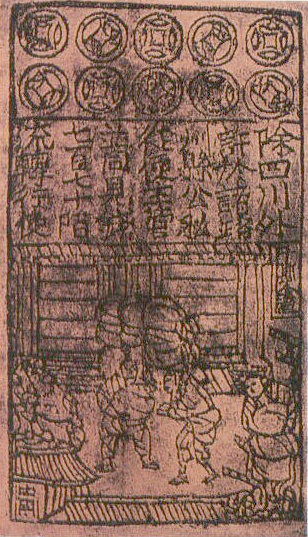
Billet de banque, Xe siècle, Sichuan, Chine.
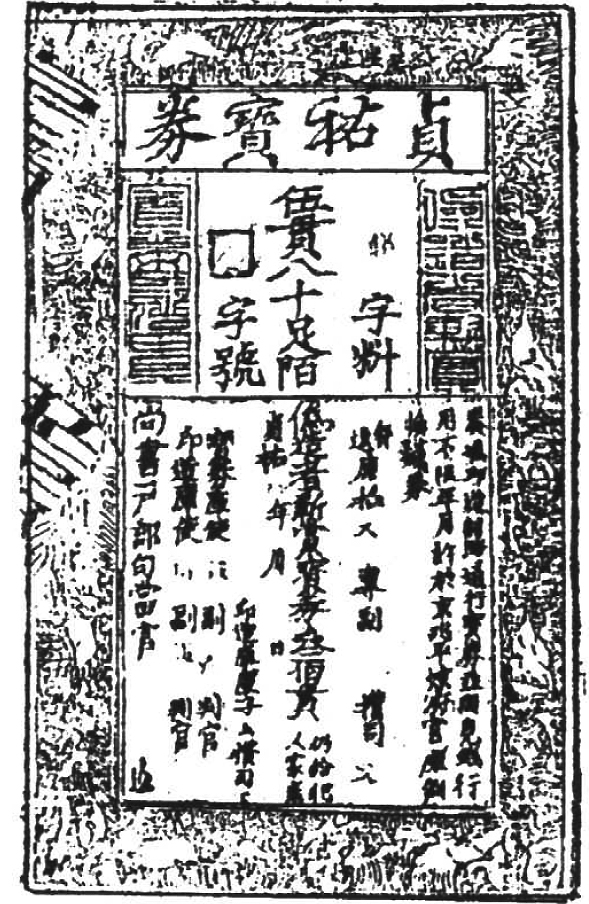
billet imprimé à l'aide d'une plaque de cuivre et d'une dizaine de caractères mobile en bronze. 1215, Chine
billet de banque en chinois Han et mongol 'phags-pa. 1287, Chine
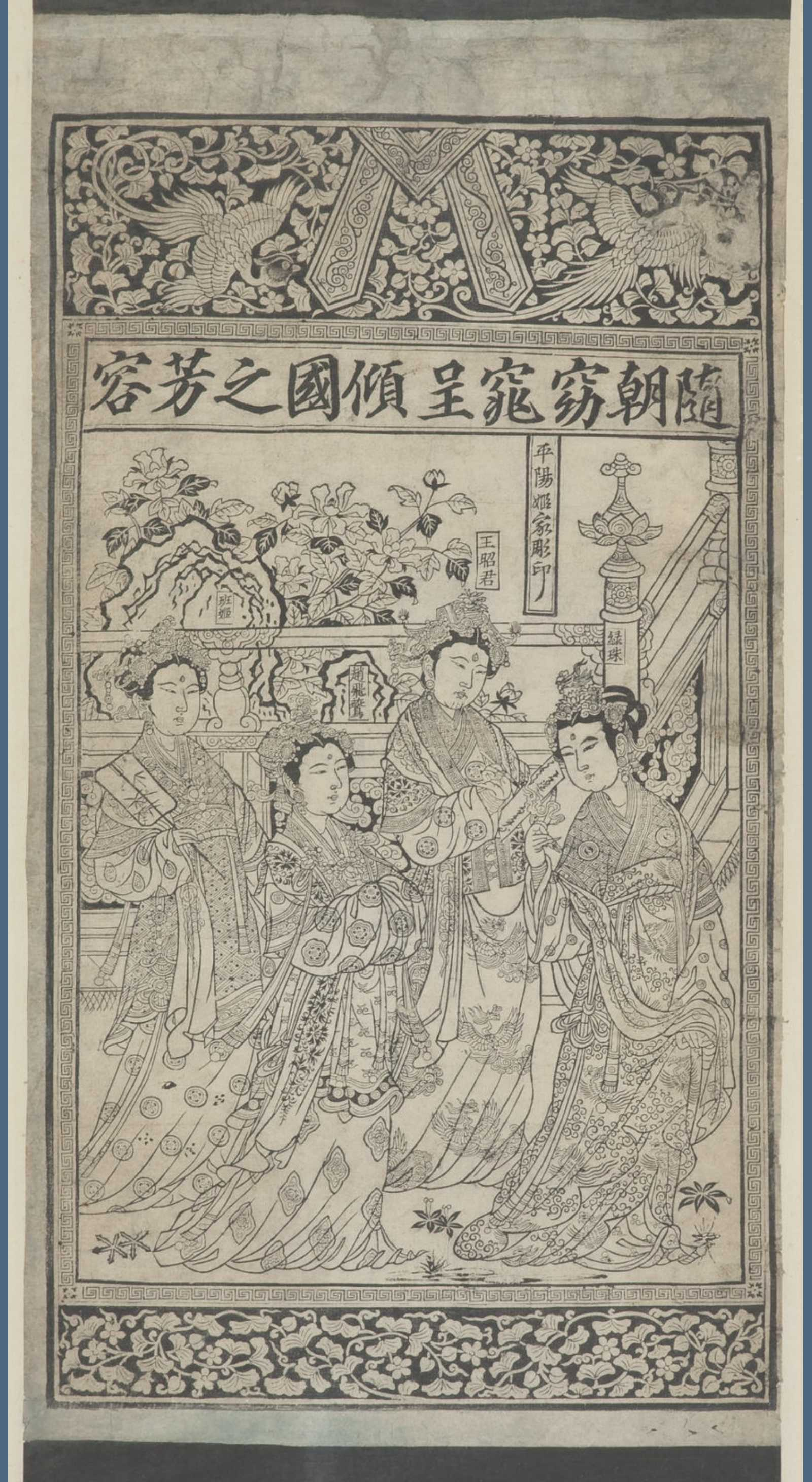
Quatre beautés, ~XIIIe,XIVe siècle, dynastie des Xia occidentaux, Chine.
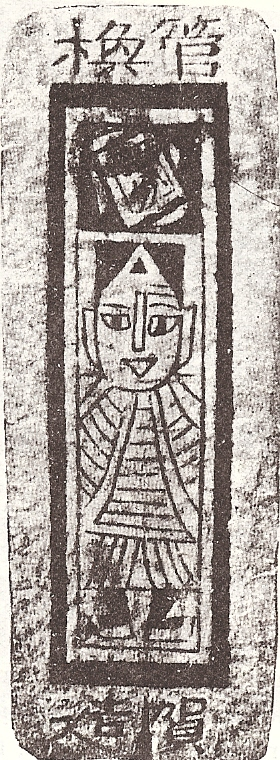
Cartes à jouer de la dynastie Ming, 1400, Chine.

## XVesiècle

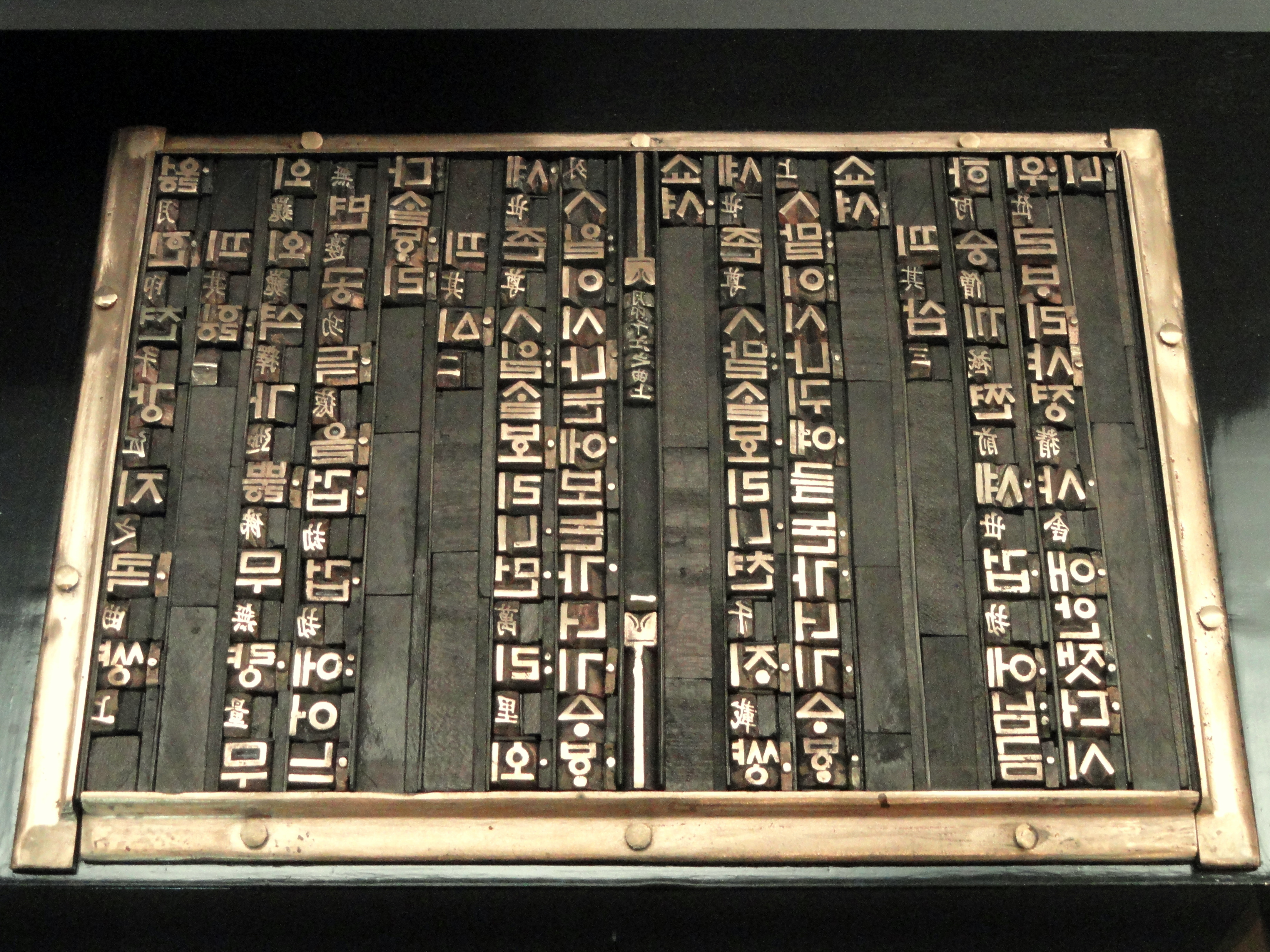
Assemblage de caractères mobiles en Corée pour Worin cheongangjigok, biographie du Bouddha, édition imprimée de 1447 à 1450.

Diffusion des incunables en Europe au XVe siècle

- 1400, cartes à jouer imprimées sous la dynastie Ming en Chine.
- Vers 1400 Premiers livres métallographiques européens. Une plaque de cuivre est frappée avec des poinçons puis on fond un bloc en relief d’alliage de plomb. Une fois ce bloc démoulé, on l’enduit d’encre et on pose la feuille de dessus.
- 1430 : Premiers livres européens xylographiés, en Allemagne et aux Pays-Bas. Les techniques asiatiques sont reprises ; les textes et les dessins sont gravés à l’envers dans des plaques de bois taillées. Les planches sont alors enduites d’encre et on pose la feuille au-dessus pour retrouver le texte à l’endroit, comme pour un tampon encreur. Laurent Janszoon à Haarlem (Hollande) utilise des lettres de bois isolées.
- 1443 : Naissance de l'« alphabet pân tchel », à la demande du roi Sejong le Grand en Corée : l’alphabet, servant à écrire le hangeul. Il est dérivé des caractères l'écriture 'phags-pa mongole. C’est aussi le seul alphabet dont on connaisse la date de naissance et le créateur[réf. nécessaire]. Il s’agit d’un alphabet de 28 signes avec consonnes et voyelles. Les caractères hangeul, combinaison de ces caractères alphabétiques, sont l'écriture encore utilisée dans les deux Corées.
- De 1447 à 1450, impression en Corée du Worin cheongangjigok (月印千江之曲/월인천강지곡, « Chants de la réflexion de la lune, sur mille rivières »), biographie du Bouddha en caractères hangeul et hanja (caractères chinois han utilisés en Corée), à partir de caractères mobiles en bronze[8].
- 1451 : Impression d’une grammaire latine par Jean Gensfleisch, dit Gutenberg.
- 1454 : Impression d’un calendrier par Gutenberg : le Turkenkalender.

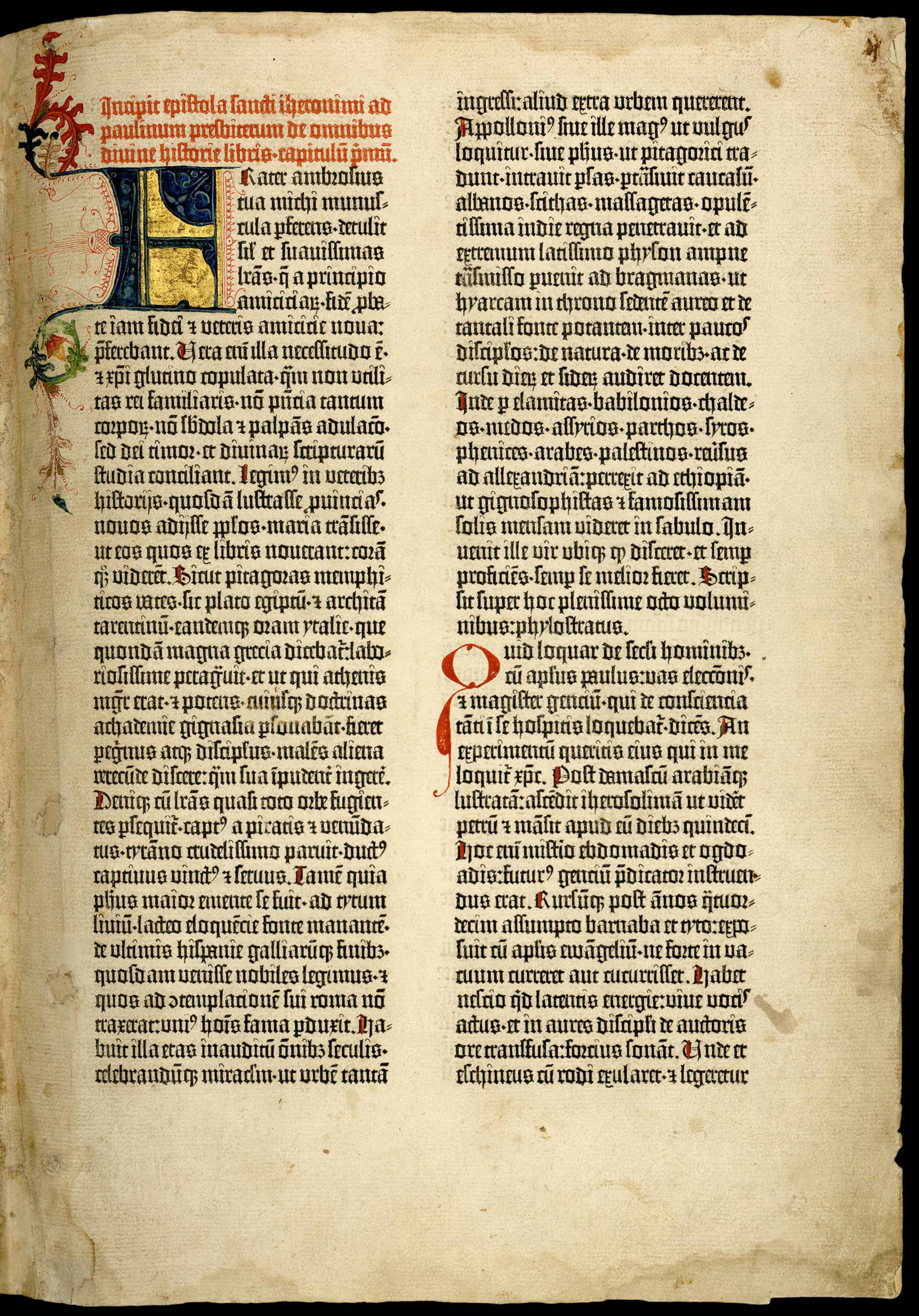
Bible de Gutenberg

- 1456 : Premier livre imprimé en série en Europe : la Bible à 42 lignes de Gutenberg à Mayence. 700 ans, après l'imprimerie chinoise, l’imprimerie européenne est née. Gutenberg utilise pour la première fois des caractères mobiles en plomb pour composer les textes, lettre par lettre et ligne par ligne. Ces caractères sont ensuite assemblés dans une forme de la taille de la feuille. Comme en Asie, les caractères sont donc réutilisables pour composer d’autres textes. Pour compléter sa technique, Gutenberg met au point une presse à bras en s’inspirant des presses des vignerons : On place les caractères sur la forme, on l’encre, on pose une feuille dessus et on presse. Grâce à cette technique, on peut déjà imprimer 300 feuilles par jour. La Bible de Gutenberg est un livre en 2 volumes de plus de 1200 pages. Elle a nécessité plus de 2 ans de travail pour être composée et imprimée. Elle sera tirée entre 150 et 180 exemplaires, dont 30 sur vélin. Sur les 48 exemplaires qui subsistent aujourd’hui, seuls 16 sont complets. Les peintures ont été ajoutées à la main dans des espaces laissés volontairement vides pour la décorer selon la même technique que celle utilisée par les enlumineurs.
- 1457 : Première impression en couleurs européenne, le Psalmorum Codex réalisée par Johann Fust, l’associé de Gutenberg et Pierre Schoeffer. C’est le premier livre connu qui porte une date et un colophon. Une matrice d’origine de ce livre subsiste encore.
- 1458 : Charles VII envoie Nicolas Jensac, un graveur de monnaie, à Mayence pour apprendre la technique de l’imprimerie pour le compte de la France.
- 1465 : Premières illustrations gravées avec la technique de la pointe sèche dans l’imprimerie.
- 1468 : Mort de Gutenberg qui avait cédé son procédé d’impression à son principal créancier.
- 1467 : Premier livre imprimé en moyen français par Colard Mansion.
- 1472 : Premier livre imprimé en France, dans l’imprimerie du Soleil d’Or à la Sorbonne.
- 1478 : Premier livre avec illustrations imprimé en France.
- 1491 : Première affiche européenne illustrée, imprimée par Gerard Leeu à Anvers.
- 1498 : Invention de l’impression de partitions de musique à caractères mobiles par Ottaviano Petrucci à Venise.
- 1499 : Première représentation connue d’une presse, dans un ouvrage imprimé à Lyon.

## XVIesiècle
- Vers 1500 : Parution des premiers almanachs.
- Vers 1500 : Léonard de Vinci invente le dessin technique. Les dessins de ces inventions sont en perspective et annotés avec un système de repérage et de dimensions pour une fabrication fiable. Pour éviter que ces découvertes tombent en de mauvaises mains, Léonard de Vinci écrivait à l’envers et les textes devaient être déchiffrés devant un miroir.
- Vers 1500 : Les libelles (écrit satirique ou injurieux) et les placards qui sont des feuilles volantes qui traitent essentiellement de questions religieuses et politiques font leur apparition.
- 1517 : Martin Luther et la Réforme protestante utilisent l’imprimerie comme moyen de diffusion de masse.
- 1530 : Robert Estienne, le célèbre éditeur-imprimeur parisien, commande à Claude Garamont une police de caractères. Il s’inspirera des dessins de Alde Manuce pour créer les poinçons typographiques de la police « Garamond ». Les familles de police qu’ils inspireront seront appelées « garaldes » en hommage à leurs auteurs. Le « Garamond » est caractère français par excellence de par son équilibre et sa grande sensibilité entre l'écriture manuelle et sa conversion typographique.
- 1532 : Réunis au synode de Chanforan, dans le Piémont italien, les représentants des communautés vaudoises décident d’adhérer à la réforme genevoise et de financer la traduction, par Pierre Robert Olivétan, depuis le texte en hébreu, et l'édition d'une bible en français : la Bible d'Olivétan.
- 1535 : En France, François Ier fait interdire l’imprimerie sous la pression de l’Église car considérée comme « subversive » et « libertaire ».[réf. nécessaire]
- 1537 : Création de la Bibliothèque nationale par souci de contrôle plus que par souci de conservation. Chaque imprimeur doit donner une copie de chaque publication à la Bibliothèque royale.
- 1570 : Christophe Plantin, à Anvers, lance la mode du livre illustré en taille-douce sur métal.

## XVIIesiècle
- 1611 : Parution du premier volume du Mercure françois à Paris par Jean et Étienne Richer.
- 1620 : Willem Janszoon Blaeu invente la « presse hollandaise » à Amsterdam.
- 1631 : Parution de la Gazette de France, de Théophraste Renaudot.
- 1640 : Richelieu invente la première imprimerie d’état, l’Imprimerie Royale devenue après la Révolution l’Imprimerie nationale.
- 1648 : - 1652 : Pendant la Fronde paraissent de nombreux libelles ; plusieurs milliers d'entre eux sont dirigés contre la régence et Mazarin (les mazarinades).
- 1665 : Parution du Journal des savants.
- 1672 : Parution du Mercure galant.
- 1680 : Premier dictionnaire de langue française usuelle et familière écrit par Pierre Richelet.
- 1683 : Publication du Journal de Médecine à Paris par Jean-Paul de la Roque[9],[10].
- 1686 : Parution du Mercure historique et politique.
- 1694 : Parution du premier dictionnaire officiel, celui de l’Académie.

## XVIIIesiècle

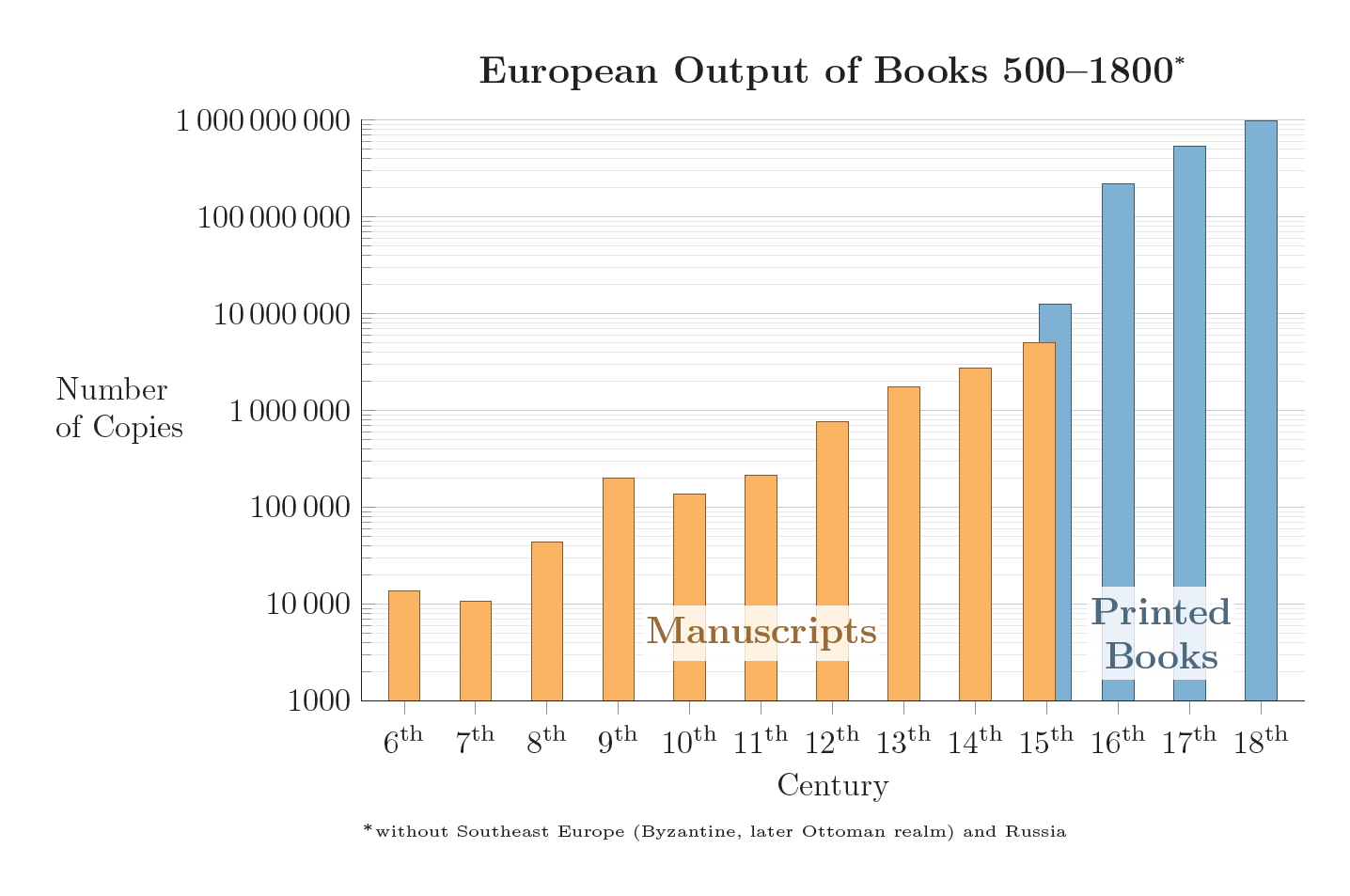
Production des livres de l'Europe entre 500 et 1800

- 1702 : Première mise en pratique de la théorie de Isaac Newton des couleurs primaires par Jacques Christophe le Blond. Celui-ci réalise une gravure en multi-couleurs avec quatre plaques dont une pour les contours noirs, en France. Il déposera en 1719 : le brevet d’un procédé « pour imprimer les tableaux » en couleurs.
- 1713 : Anne-Marguerite Petit du Noyer première femme journaliste française couvre le Traité d'Utrecht.
- 1731 : Parution des Affiches à Strasbourg.
- 1738 : 2 octobre Première publication de la « Feuille d’Avis de Neuchâtel », premier quotidien de langue française. Il est publié sans discontinuité jusqu’à nos jours sous le titre de « l’Express »
- 1739 : William Ged, orfèvre à Édimbourg, imprime un ouvrage en stéréotypie, c’est-à-dire sans utiliser les types mais grâce à des moules des « pages typographiques ».
- 1747 : Création de la Correspondance littéraire, philosophique et critique, publication culturelle manuscrite.
- 1750 : Parution des Affiches à Lyon.
- 1777 : Parution du premier quotidien français, le Journal de Paris
- 1788 : À l'occasion de la préparation des cahiers de doléances demandés par Louis XVI, de nombreux libelles sont distribués.
- 1789 : (26 août) : Déclaration des Droits de l'homme et du citoyen ; son article XI proclame la liberté de la presse : « La libre communication de la pensée et des opinions est un des droits les plus précieux de l'homme : Tout citoyen peut donc parler, écrire, imprimer librement, sauf à répondre de l'abus de cette liberté dans les cas déterminés par la loi. »
- 1790 : Parution du Le Père Duchesne d'Hébert
- 1790 : Parution de L'Ami du peuple de Marat
- 1790 : William Nicholson introduit le mouvement rotatif dans l’imprimerie en concevant le premier cylindre d’encrage.
- 1792 : (août) Louis XVI est suspendu et interné à la Tour du Temple avec sa famille ; la presse royaliste est réduite au silence.
- 1793 : (septembre) Loi des suspects contre la liberté de la presse.
- 1796 : Invention par Aloys Senefelder de la lithographie, basée sur l’incompatibilité entre l’encre (grasse) et l’eau.
- 1799 : Invention par Louis-Nicolas Robert de l’impression sur rouleau de papier en continu.
- 1800 : (février) Bonaparte rétablit l'autorisation préalable de parution.

## XIXesiècle
- 1812 : Première presse rotative et mécanique construite en Angleterre par Friedrich Konig et Andreas Bauer.
- 1814 : La presse de Konig et Bauer est utilisée pour imprimer « The Times » à 1100 exemplaires à l’heure.
- 1820 : Parution de Le Courrier français, quotidien libéral.
- 1821 : Première composeuse typographique, brevetée par William Church, l’assemblage et la justification se font encore à la main (États-Unis).
- 1822 : 27 septembre Le Français Jean-François Champollion présente ses travaux de traduction des hiéroglyphes égyptiens. En se basant sur la Pierre de Rosette, qui est un morceau de stèle trouvée à Rosette en Égypte en 1799 qui comporte un décret de Ptolémée gravé en hiéroglyphes, en démotique et en grec. Champollion avance le fait que, sur la pierre de Rosette, 486 mots grecs sont retranscrits en 1419 hiéroglyphes, que les hiéroglyphes ne peuvent transcrire des mots : L’écriture hiéroglyphique est à la fois idéographique et alphabétique. Il déduit également que, comme la plupart des langues de la région, il s'agit d'un abjad et non d'un alphabet] ; les caractères ne représentent que les consonnes, les voyelles sonores sont retranscrites à l’aide de semi-voyelles. Il valide son hypothèse, en traduisant le nom de Cléopâtre en « Kleopatrà » sur le cartouche de Ptolémée et présente la valeur alphabétique de onze signes dont quatre semi-voyelles. Il montre également que dans certains cas, il peut exister plusieurs signes pour un même son ; ainsi le ‘L’ peut être transcrit par un lion ou une bouche.
- 1826 : Alexandre de Berny reprend la fonderie typographique créée par Honoré de Balzac rue des Marais-Saint-Germain (aujourd'hui rue Visconti). Deberny sauve du désastre la fonderie qui prospérera jusqu’au XXe siècle. Elle devient la célèbre fonderie Deberny & Peignot, qui disparaîtra le 31 décembre 1972.
- 1826 : Première photographie par Nicéphore Niépce en France.
- 1826 : Parution du Figaro.
- 1829 : Invention de l’impression en relief à destination des aveugles par Louis Braille en France.
- 1829 : Parution de la Revue des deux Mondes.
- 1830 : : Le Moniteur, Le Constitutionnel, Le Globe et le Journal des Débats tirent à environ 60 000 exemplaires.
- 1832 : : La Femme libre « brochure » fondée par Marie-Reine Guindorf et Jeanne-Désirée Véret. C'est le premier journal féministe français, réalisé et publié uniquement par des femmes
- 1832 : Parution de Le Charivari, journal illustré satirique français fondé par Charles Philipon.
- 1832 : Parution du Journal des enfants fondé par Charles Lautour-Mézeray qui paraîtra jusqu'en 1897.
- 1832 : Samuel Morse s'inspire des travaux d'(André-Marie Ampère et François Arago) pour inventer un télégraphe électrique.
- 1832 : Invention de la machine à coudre permettant la mécanisation de la reliure par Philip Watts à Londres.
- 1833 : Benjamin Day propose le premier média grand public à un penny : le « New York Sun ».
- 1833 : Le Journal des Demoiselles, fondé par Jeanne-Justine Fouqueau de Pussy (en) paraît jusqu'en 1922
- 1833 : Parution de L'Univers.
- 1834 : Invention du daguerréotype par Daguerre en France.
- 1835 : Premier dessin sur film pour imprimer.
- 1835 : Création à Paris de Havas (agence d'information et de publicité) par le négociant et financier Charles-Louis Havas.
- 1835-1836 : Gottfried Engelmann invente et met au point la chromolithographie.
- 1835 : Havas créée l'Agence des feuilles politiques (compilation de journaux étrangers), ancêtre de l'AFP.
- 1836 : Parution du Siècle
- 1836 : Le premier journal à 10 centimes en France La Presse d’Émile de Girardin. Le prix de l'abonnement est divisé par deux grâce au recours aux annonceurs.
- 1836 : Début de la publicité dans la presse à l'initiative d'Émile de Girardin.
- 1838 : premier télégraphe électrique de Wheatstone entre Londres et Birmingham
- 1838 : Procédé d’impression rotative en couleurs (trois plus le noir) en une seule passe par Charles Knight.
- 1840 : Premier calotype par William Henry Fox Talbot en France.
- 1840 : 18 avril Joseph Berres annonce qu’il a réussi à convertir des daguerréotypes en plaques d’impression.
- 1841 : Premiers livres de poche en Allemagne.
- 1843 : Parution de " L'Illustration" , premier journal Illustré français.
- 1844 : Invention de la première pâte de bois par Friedrich Keller, qui fabrique de la pâte mécanique au moyen d'une meule et dépose un brevet.
- 1848 : Six journaux américains se regroupent pour mutualiser les coûts en créant la coopérative Associated Press.
- 1850 : Première presse lithographique mécanisée inventée par Firmin Gillot. L’image lithographique est transformée en une image typographique sur zinc, par morsure à l’acide.
- 1851 : Premier télégraphe transmanche Londres-Paris
- 1851 : Julius Reuter, collaborateur d'Havas créé l'agence Reuters, donne vie aux cotations boursière en continu
- 1853 : Invention de l’impression directe par Aloïs Auer.
- 1857 : Premier livre illustré par lithographie en 2 volumes et 79 plaques par John Pussy.
- 1857 : Parution du  Monde illustré.
- 1859 : Parution du Dauphiné libéré
- 1861 : Le Papillon fondé par Olympe Audouard
- 1861 : Parution du journal Le Temps
- 1863 : Invention de la presse rotative offset à alimentation en continu par William Bullock.
- 1863 : Parution du Petit Journal, c'est le premier quotidien populaire ; il est vendu 5 centimes.
- 1866 : Le Figaro devient quotidien.
- 1868 : Parution du Petit Marseillais.
- 1873 : Parution de La Jeune République.
- 1875 : Première gravure de films photographiques au moyen de gélatine photosensible.
- 1878 : Invention de la composeuse « ligne-bloc » par Fredericks Wicks à Glasgow.
- 1870 : Parution de La Dépêche du Midi.
- 1873 : Parution du magazine Le Pèlerin.
- 1877 : Parution des Dernières Nouvelles d'Alsace.
- 1880 : Prototype d’une presse hélio en Angleterre fabriquée par Karel Klitsch.
- 1881 : Invention de la reproduction en demi-teintes (autotypie) par Georg Meisenbach (1841-1912) en Allemagne.
- 1881 : La loi du 29 juillet consacre le principe de liberté de la presse.
- 1883 : Invention de la photogravure par T. & R. Annan à Glasgow.
- 1883 : Parution de La Croix.
- 1884 : Invention de la Linotype par Ottmar Mergenthaler.
- 1884 : Parution du Petit Provençal.
- 1885 : La pâte à bois mécanique devient la matière première essentielle pour produire du papier journal, acceptée par la plupart des éditeurs de journaux aux États-Unis et au Canada.
- 1885 : Parution du Chasseur français.
- 1887 : Invention de la Monotype par Tolbert Lanston (1844-1914).
- 1889 : Parution de L'Est républicain.
- 1890 : Dépôt du brevet de la flexographie en Angleterre.
- 1897 : Parution d'Art et décoration.
- 1897 : Parution de La Fronde (journal) créé par Marguerite Durand, entièrement conçu et dirigé par des femmes
- 1898 : Parution du Petit Provençal illustré.
- 1899 : Parution de l'Ouest-Éclair, ancêtre de Ouest-France.

## XXesiècle
- 1903 : Ira Washington Rubel découvre accidentellement le blanchet et construit la première presse offset à trois cylindres.
- 1904 : Parution de L'Humanité.
- 1908 : Parution des Échos.
- 1915 : Parution du Canard enchaîné.
- 1917 : Les quotidiens parisiens tirent à 6,5 millions d'exemplaires ; Le Petit Parisien pour sa part tire à 1,7 million d'exemplaires.
- 1918 : Création du Syndicat national des journalistes.
- 1919 : Parution de La Montagne et du Républicain lorrain.
- 1920 : Découverte de la sérigraphie en provenance du Japon où la technique y est maîtrisée depuis très longtemps.
- 1923 : Invention de l’impression électrostatique sans pression.
- 1924 : Parution de La Vie.
- 1930 : Concurrence de la radio.
- 1935 : Autodafés perpétrés en masse par le pouvoir nazi.
- 1943 : Parution de La Marseillaise.
- 1944 : Création de l'AFP (Agence France-Presse).
- 1944 : Invention de la xérographie et du toner.
- 1944 : Parution de quotidiens parisiens : Le Parisien, Le Monde, France-Soir.
- 1944 : Parution de quotidiens de province : Ouest-France, La Voix du Nord, La Nouvelle République du Centre-Ouest, Nice-Matin, Le Télégramme de Brest et de l'Ouest, Midi libre, Le Provençal, L'Union, L'Alsace, Le Courrier de l'Ouest, Paris-Normandie.
- 1945 : Création des MLP (Messageries lyonnaises de presse).
- 1945 : Parution de quotidiens de province : Sud Ouest, Le Progrès, Presse-Océan.
- 1946 : Parution de L'Équipe.
- 1947 : Création des NMPP (Nouvelles messageries de la presse parisienne).
- 1947 : Loi Bichet sur la distribution de la presse.
- 1948 : Parution de Point de vue-Images du monde.
- 1949 : Parution de Paris Match.
- 1950 : Parution de Le Nouvel Observateur (un temps intitulé France Observateur) et du Monde diplomatique.
- 1950 : Parution de Radio-Cinéma fondé par Georges Montaron, hebdomadaire qui devient en 1960 : Télérama.
- 1950 : Constitution du groupe Hersant.
- 1950 : Concurrence de la télévision.
- 1951 : Parution de Rivarol (hebdomadaire).
- 1953 : Parution de l'Express.
- 1955 : Parution du Journal du dimanche.
- 1959 : Parution de L'Année balzacienne, revue littéraire.
- 1966 : Parution de Valeurs actuelles.
- 1968 : Parution de Notre temps.
- 1969 : Premier scanner couleur.
- 1972 : Parution de l'hebdomadaire Le Point.
- 1971 : Rédaction de la Charte de Munich, consacrée à la déontologie.
- 1972 : Création de Libération.
- 1975 : Robert Hersant rachète le Figaro.
- 1976 : Dépôt du brevet de l’impression par jet d’encre par IBM.
- 1978 : Parution du Figaro Magazine.
- 1979 : Prisma s'implante en France ; il s'agit d'une filiale du groupe allemand Grüner+Jahr.
- 1981 : Première gravure directe d’un cylindre hélio à partir de données numériques.
- 1981 : Matra (Jean-Luc Lagardère) reprend Hachette.
- 1982 : Parution de Présent (quotidien).
- 1982 : Parution de Prima.
- 1984 : Premier Macintosh de Apple.
- 1984 : Parution de L'Événement du jeudi
- 1984 : Parution de Femme actuelle.
- 1985 : Création de La Tribune de l'économie, qui deviendra La Tribune en 2000.
- 1990 : Parution de Courrier international.
- 1992 : Création de l'Union syndicale des journalistes CFDT.
- 1993 : Parution de Gala.
- 1994 : Parution de l'hebdomadaire Les 4 Vérités.
- 1994 : - 1995 : le groupe Havas reprend les titres d'Alcatel-Alstom.
- 1995 : Premier CTP (Computer To Plate) en production. Il permet de produire directement des plaques d’impression à partir d’un ordinateur.
- 1998 : Parution de « Psychologies Magazine », titre repris par Jean-Louis et Perla Servan-Schreiber.
- 1998 : (novembre) Mise sur le marché de la première liseuse : le Rocket e-book développé par la société Nuvomedia. L'affichage écran de ce « livre » s'approche du rendu d'impression d'une feuille de papier et la résolution est supérieure à celle des écrans d'ordinateurs standards.
- 1999 : Premier essai du papier à encre numérique issu des développements de E-ink d'une part et de Xerox d'autre part.

## XXIesiècle
- 2002 : Apparition de la presse gratuite.
- 2004 : Reprise de la Socpresse (Le Figaro) par Serge Dassault.
- 2007 : Lancement du Kindle, lecteur de livre numérique, par Amazon.
- 2009 : Le 25 décembre Amazon annonce avoir vendu plus de livres numériques que de livres papier[12].
- 2010 : Introduction de l'iPad d'Apple, tablette orientée vers la lecture multimédia (livres, presse quotidienne et magazines, sites internet), largement plébiscité par une presse écrite en difficulté qui voit en un tel outil l'avenir de sa diffusion.